# کووینا (کالیفرنیا)
کووینا (به انگلیسی: Covina) شهری در شهرستان لس‌آنجلس، کالیفرنیا ایالت کالیفرنیا است که در سرشماری سال ۲۰۱۰ میلادی، ۴۷۷۹۶ نفر جمعیت داشته‌است.